# ラントシュトゥール
ラントシュトゥール (独: Landstuhl、ドイツ語発音: [ˈlantʃtuːl])はドイツ連邦共和国 ラインラント＝プファルツ州カイザースラウテルン郡にある市。ラントシュトゥール連合自治体 (独: Verbandsgemeinde Landstuhl) の行政庁所在地である。
プファルツの森の北西端、カイザースラウテルンの西約10kmに位置している。

## 姉妹都市
- - ポンタ＝ムッソン(Pont-à-Mousson) （フランス ）
- - バート・ミュンスター・アム・シュタイン＝エーベルンブルク(Bad Münster am Stein-Ebernburg) （ラインラント＝プファルツ州 1998年から）

## 出身有名人
- ナディネ・ケスラー - 女子サッカー選手